# Supersilent
I Supersilent sono un gruppo norvegese di musica sperimentale.

## Storia
I Supersilent si formarono nel 1997, quando il trio free jazz Veslefrekk (Arve Henriksen alla tromba, Ståle Storløkken alle tastiere e Jarle Vespestad alla batteria) suonarono a un concerto con il produttore e artista Helge Sten (meglio noto come Deathprod). In seguito a quell'esperienza, i tre pubblicarono 1-3 (1998), una compilation di tre dischi di musica improvvisata e dissonante nonché prima uscita dell'etichetta Rune Grammofon. Il nome del gruppo è ispirato al logo di un camion che i musicisti videro a Oslo nel corso delle sessioni in cui registrarono il disco.
Lo stile dei Supersilent diviene più ricercato nel successivo 4 (1998), mentre le tracce di 5 (2001), registrate durante alcune performance dal vivo fra il 1999 e il 2000, hanno texture che cambiano lentamente e ritmi quasi ambient. Il quarto 6 (2003) è l'album del gruppo più apprezzato dalla critica e vira in direzione di sonorità più pacate e melodiche rispetto a quelle degli album precedenti. 7 (2005) è un video-concerto in DVD che mostra una performance dei Supersilent del 2004.
La band norvegese suonò all'Huddersfield Contemporary Music Festival durante il 2005. Due anni dopo, i Supersilent tennero un concerto al Moldejazz.
L'album 8 (2007), anch'esso destinato a ricevere giudizi positivi da parte della critica, avrebbe dovuto contenere più tracce ed essere intitolato 8-9, ma si decise di renderlo un album con un solo disco. I brani che sarebbero dovuti essere presenti su 8 verranno inclusi su 11 (2010), pubblicato solo in vinile.
Agli inizi del 2009, il batterista Jarle Vespestad abbandonò la formazione.
I Supersilent pubblicarono 9 (2009), che documenta un concerto durante il quale il trio si avvalse di un'inconsueta strumentazione composta da tre organi Hammond. 10 (2010) contiene brani che la formazione definisce "più acustici del solito" per via della presenza di un pianoforte.
Parallelamente alla loro militanza nei Supersilent, i membri del gruppo hanno avviato una carriera solista.

## Formazione
- Arve Henriksen – voce, tromba, percussioni
- Helge Sten – elettronica dal vivo, sintetizzatore, chitarra elettrica
- Ståle Storløkken – sintetizzatore, pianoforte
- Jarle Vespestad – percussioni

## Discografia

### Album in studio
- 1997 – 1–3
- 1998 – 4
- 2003 – 6
- 2007 – 8
- 2010 – 10
- 2010 – 11
- 2010 – 10
- 2014 – 12
- 2016 – 13
- 2018 – 14

### Album dal vivo
- 2001 – 5
- 2009 – 9

### Video album
- 2005 – 7